# 기수 (별자리)

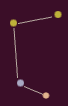
기(箕)

기수(箕宿)는 동아시아의 별자리인 이십팔수의 하나이다. 동방청룡 7수(宿) 중 일곱 번째에 해당된다.
서양 별자리의 궁수자리의 일부에 해당된다.

## 기수에 속한 별자리
기수에 속한 별자리들은 다음과 같다.
| 별자리 | 한자 | 별 개수 | 위치     | 별의 색 | 의미                            |
| ------ | ---- | ------- | -------- | ------- | ------------------------------- |
| 기     | 箕   | 4       | 궁수자리 | 주홍색  | 후궁을 주관                     |
| 목저   | 木杵 | 3       |          | 주홍색  | 곡식의 도정하는 일              |
| 강     | 糠   | 1       |          | 검은색  | 별이 밝으면 풍년, 어두우면 기근 |

## 참고 문헌
- 권근 외, 『천상열차분야지도』, 서운관(書雲觀), 1395
- 이문규, 《고대 중국인이 바라본 하늘의 세계》, 문학과 지성사, 2000
- 이순지 저, 김수길.윤상철 역,《천문류초》, 대유학당, 1998
- 박창범, 《하늘에 새긴 우리역사》, 김영사, 2002